# Daniel MacIvor
Daniel MacIvor (Sydney, Nova Escócia, Canadá, 23 de julho de 1962) é um ator, roteirista, e diretor de teatro e de cinema.

## Prêmios
Em 2008 recebeu o mais importante prêmio do teatro canadense, o Siminovitch Prize.

## Trabalhos
See Bob Run (1989), dirigido por Ken McDougall
Yes I Am and Who Are You? (1989), dirigido por Edward Roy
Wild Abandon (1990), dirigido por Vinetta Strombergs
Somewhere I Have Never Travelled (1990), Tarragon Theatre, dirigido por Andy McKim
Never Swim Alone (1991), dirigido por Ken McDougall
2-2 Tango (1991), dirigido por Ken McDougall
Jump (1992), dirigido por Daniel Brooks
This is a Play (1992), dirigido por Ken MacDougall
The Lorca Play (1992), co-dirigido por MacIvor and Daniel Brooks
In On It (2000), dirigido por MacIvor
Cul-de-Sac (2003), dirigido por Daniel Brooks
A Beautiful View (2006)
How It Works (2007)